# Friedrich Bartel
Friedrich Wilhelm Bartel (* 3. Juli 1877 in Alt Maygunischken, Kreis Gumbinnen; † nach 1953) war ein deutscher Ingenieur.

## Leben
Er war der Sohn des Mühlenbesitzers Friedrich Bartel und dessen Ehefrau Charlotte geborene Aschmutat und stammte aus der preußischen Provinz Ostpreußen. Nach dem Besuch des Realprogymnasiums und des Realgymnasiums ging Friedrich Bartel zum Studium an die Technische Hochschule in Charlottenburg. 1924 promovierte er zum Dr.-Ing. Das Thema seiner Dissertation lautete: Torfwerke. Gewinnung, Veredelung u. Nutzung des Brenntorfes unter besonderer Berücksichtigung der Torfkraftwerke. 1908 erfolgte seine Ernennung zum Regierungsbaumeister im Maschinenbaufach, gleichzeitig war ihm die Entlassung aus dem Staatsdienst gewährt worden. Als Regierungsbaumeister a. D. hielt Friedrich Bartel sich 1918 in Zoppot auf. Später trat er wieder in den Staatsdienst ein und wirkte in Potsdam als Regierungsbaurat. Daneben war er nebenberuflich Mitarbeiter großer Zeitungen.
Er war Mitglied des Vereins Deutscher Ingenieure (VDI), hatte sich auf Fragen elektrischer Kraftwerke, der Leitung des Eisenbahnbaus sowie der Torfverwertung spezialisiert. Ferner gehörte er der Deutschen Maschinentechnischen Gesellschaft und dem Verband deutscher Elektrotechniker an.
Sein Wohnsitz war Neubabelsberg, Böckmannstraße 15.

## Familie
Er war seit 1908 mit Anna Helene Arnoldt verheiratet. Aus der gemeinsamen Ehe ging der Sohn Hans-Jürgen (* 1911) hervor.

## Schriften (Auswahl)
- Torfkraft. Untersuchungen über den Wert des Torfes als Energiequelle und Vorschläge für seine Nutzung für Großkraftwerke, Berlin, Heidelberg: Springer, 1913.
- Torfwerke. Gewinnung, Veredelung u. Nutzung des Brenntorfes unter besonderer Berücksichtigung der Torfkraftwerke, 2. vollst. neubearb. Aufl., Berlin: Julius Springer, 1923.[6]